# Hrabstwo Sevier (Tennessee)
Hrabstwo Sevier (ang. Sevier County) – hrabstwo w stanie Tennessee w Stanach Zjednoczonych. Obszar całkowity hrabstwa obejmuje powierzchnię 597,73 mil² (1548,11 km²). Według szacunków United States Census Bureau w roku 2009 miało 86 243 mieszkańców.
Hrabstwo powstało w 1794 roku. 

## Miasta
- Gatlinburg
- Pigeon Forge
- Pittman Center
- Sevierville[4]

## CDP
- Fairgarden
- Seymour[4]

| Populacja hrabstwa w poprzednich latach | Populacja hrabstwa w poprzednich latach |
| Rok                                     | Liczba ludności                         |
| --------------------------------------- | --------------------------------------- |
| 1980                                    | 41 376                                  |
| 1990                                    | 51 043                                  |
| 2000                                    | 71 170                                  |
| 2005                                    | 79 282                                  |